# Kim Khẩu Hà
Kim Khẩu Hà (chữ Hán giản thể: 金口河区, âm Hán Việt: Kim Khẩu Hà khu) là một quận thuộc địa cấp thị Lạc Sơn, tỉnh Tứ Xuyên, Cộng hòa Nhân dân Trung Hoa. Quận này có diện tích 598 ki-lô-mét vuông, dân số năm 2002 là 60.000 người. Mã số bưu chính của Kim Khẩu Hà. Mã vùng điện thoại là. Về mặt hành chính, quận này được chia thành 2 trấn (Vĩnh Hòa, Kim Hà), 2 hương (Cát Tinh, Vĩnh Thắng) và 2 hương dân tộc (hương dân tộc Di Hòa Bình và hương dân tộc DI Cộng An).